# 夏威夷信義高中學校
夏威夷信義高中學校（Lutheran High School of Hawaii，縮寫LHS）是一所位於美國夏威夷州檀香山，於1970年創立的基督教信義宗學校。

## 外部連結
- 學校官網 （页面存档备份，存于）